# File Roller
File Roller ist das Archivverwaltungsprogramm der Desktop-Umgebung Gnome. Es stellt ein grafisches Frontend zu einer Vielzahl verschiedener Datenkompressions- und Packprogramme für die Kommandozeile (Backend) dar. Das Programm wird als freie Software auch im Quelltext unter den Bedingungen von Version 2 oder höher der GNU General Public License (GPL) verbreitet.

## Geschichte
Die erste Veröffentlichung war Version 0.1 vom 5. Dezember 2001. Am 4. Mai 2002 erreichte es Version 1.0. Mit Version 1.101 wurde es auf Gnome 2 portiert.

## Funktionen
File Roller kann den Inhalt von Archiven anzeigen, Dateien daraus entpacken, löschen oder welche hinzufügen sowie auch Archive erstellen. Die Funktionen stehen über das Hauptfenster über dessen Schaltflächen und Menüs sowie per Drag and Drop zur Verfügung.
Über entsprechende Kommandozeilenprogramme kann es mit Archivdateien der Formate 7z (keine mehrteiligen Archive), tar, RAR, StuffIt, zip, compress, gzip, bzip, bzip2, lzip, xz ARJ, LHA, LZO, zoo, JAR und ar arbeiten. Debian- und RPM-Pakete sowie ISO-Abbilder können gelesen aber nicht erstellt werden.